# SOLiVE China
『SOLiVE China』（ソライブ チャイナ）は、ウェザーニューズ (WNI) が2011年1月1日から2011年3月10日まで中国・台湾向けに放送している気象情報番組である。

## 概要
千葉県千葉市美浜区の幕張テクノガーデンB館2階にある、ウェザーニューズ・グローバルセンターの特設スタジオから生放送。
2010年12月29日放送の『weathernews LiVE』にて、これまで「SOLiVE24」にて放送されていた『SOLiVE Asia』を「ネクストステージ」として、2011年1月1日にリニューアルする事を発表（この為、SOLiVE AsiaとしてとSOLiVE24での放送を、2010年12月31日放送分を以て終了）。放送（配信）時間を現地時間の20時から21時に変更し、『SOLiVE Korea』と『SOLiVE China』に分離、ソラスタとは別のスタジオでウェザーニューズ韓国語・中国語（繁体字）版サイトとPC用閲覧ソフトウェア「ソラマド」（Ver.5.00以降）にて全編韓国語・中国語で海外向けに放送する事になった。
番組で使用されているテーマBGMは、SOLiVE24の番組『SOLiVE ムーン』を中華風にアレンジした曲（SOLiVE Koreaの曲とも若干アレンジが異なっている）。インターバル中の音楽や、ジングルなどはSOLiVE24と共通。
日本時間の21時台後半（21時30分～）に、SOLiVEムーンのスタジオと中継で繋ぎクロストークを行う。その際、SOLiVEムーンのキャスターは日本語で話すが、SOLiVE Chinaのキャスターは基本的に中国語で返答している（SOLiVE Chinaのキャスターは日本語も理解しているため、会話は成立している）。
クロストークは2011年3月10日まで放送、2011年3月11日に発生した東北地方太平洋沖地震の影響のため、放送休止された（ただし、中華圏向けウェザーニュースのサイトからはリンクが削除されていて、そのまま番組終了したものとみられる）。

## 出演者
- 應潔（YING Chieh、チェイ。第11期台湾おは天）
- 16期台湾版おは天キャスター

## 放送時間の変遷
| 期間                         | 放送時間                                                                          |
| ---------------------------- | --------------------------------------------------------------------------------- |
| 2011年1月1日 - 2011年3月10日 | 20:00 - 21:00（中国・台湾時間、日本時間では21:00 - 22:00）※インターネット配信のみ |